# Олмстед, Альберт
Альберт Олмстед (англ. Albert Ten Eyck Olmstead; 23 марта 1880, Трой, Нью-Йорк — 11 апреля 1945, Чикаго, Иллинойс) — американский ассириолог и востоковед, профессор истории Института Востока Чикагского университета. Его исследования в основном были сосредоточены на Державе Ахеменидов.
Его посмертно опубликованная в 1948 году книга «История Персидской империи» рассказывает историю Персии от периода происхождения персов под предводительством Кира II Великого и распространением власти на Грецию до сожжения Персеполя Александром Македонским. Книга впервые рассказывает историю с персидской точки зрения, а не традиционной греческой, и показывает, как наука, литература, язык и древние мифы выросли из смешения многих культур и сыграли определённую роль в становлении собственной цивилизации.

## Переводы на русский язык
- Альберт Олмстед. История персидской империи. Litres, 2017, ISBN 5457185966, ISBN 9785457185968 информация об издании Архивная копия от 6 октября 2021 на Wayback Machine